# (100261) 1994 TR6
(100261) 1994 TR6 es un asteroide perteneciente al cinturón de asteroides, descubierto el 4 de octubre de 1994 por el equipo del Spacewatch desde el Observatorio Nacional de Kitt Peak, Arizona, Estados Unidos.

## Designación y nombre
Designado provisionalmente como 1994 TR6.

## Características orbitales
1994 TR6 está situado a una distancia media del Sol de 2,603 ua, pudiendo alejarse hasta 3,215 ua y acercarse hasta 1,990 ua. Su excentricidad es 0,235 y la inclinación orbital 3,574 grados. Emplea 1534 días en completar una órbita alrededor del Sol.

## Características físicas
La magnitud absoluta de 1994 TR6 es 15,9.